# Gardenia jasminoides
Espèce
Synonymes
- Jasminum capense Mill.
- Gardenia angustifolia G.Lodd.
- Gardenia augusta Merr.
- Gardenia augusta f. shanpinensis F.C.Ho
- Gardenia florida L.0
- Gardenia grandiflora Lour.
- Gardenia grandiflora Siebold ex Zucc.
- Gardenia jasminoides f. kueishanensis F.C.Ho
- Gardenia jasminoides f. longicarpa Z.M.Xie & M.Okada
- Gardenia longisepala (Masam.) Masam.
- Gardenia pictorum Hassk.
- Gardenia radicans Thunb.
- Genipa florida (L.) Baill.
- Genipa grandiflora (Lour.) Baill.
- Genipa radicans (Thunb.) Baill.
- Mussaenda chinensis Lour.
- Warneria augusta L.

Gardenia jasminoides, communément appelé gardénia et jasmin du Cap, est une espèce de plante à fleurs à feuilles persistantes de la famille des Rubiaceae. Il est originaire de certaines régions d’Extrême orient et d'Asie du Sud-Est. Il est largement utilisé dans les jardins des pays tempérés et des climats subtropicaux. Il est également utilisé comme plante d'intérieur dans les climats tempérés. Il est cultivé en Chine depuis au moins mille ans et a été introduit dans les jardins anglais au milieu du XVIIIe siècle. De nombreuses variétés ont été sélectionnées pour l'horticulture, avec des formes à croissance basse, grandes et à longue floraison.

## Description

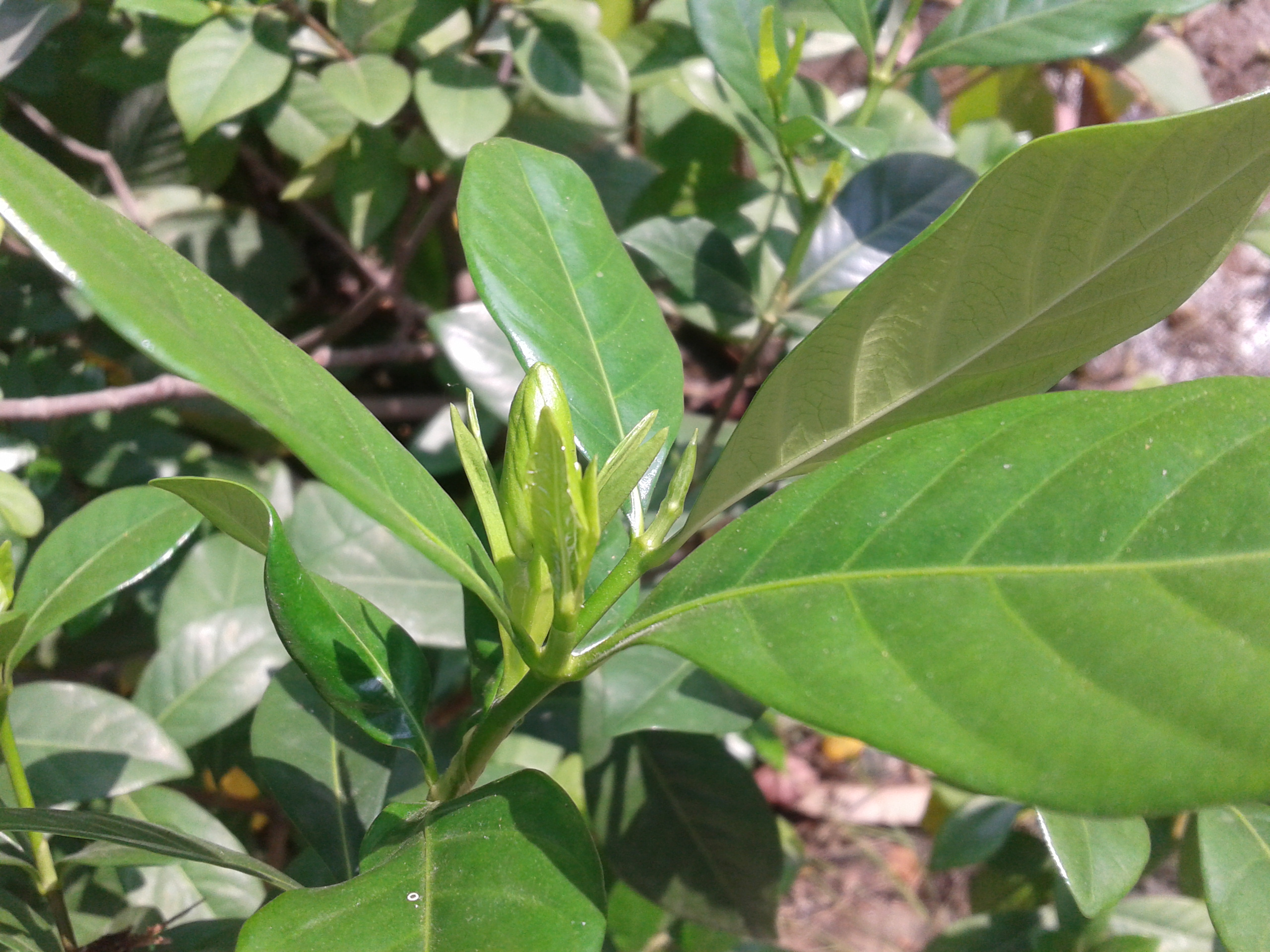
feuilles de Gardenia jasminoides

Gardenia jasminoides est un arbuste qui mesure de 30 cm à 3 mètres de haut à l'état sauvage, avec des branches cylindriques à plates qui sont d'abord couvertes de poils caduques qui tombent tôt, laissant la branche lisse. Les feuilles sont en paires opposées ou rarement en groupes de trois le long des branches. Ils sont soit subsessiles (presque sans pétiole), soit sur de courts pétioles 0,5–1 cm. Les feuilles elles-mêmes mesurent 3–25 cm de longueur sur 1,5–8 cm de largeur et peuvent être oblongues. de forme lancéolée, obovale-oblongue, obovale, oblancéolée ou elliptique. Leur surface supérieure est lisse et brillante, ou légèrement poilue le long des nervures primaires, tandis que la surface inférieure est peu poilue à lisse. Chaque feuille possède 8 à 15 paires de nervures secondaires. Les fleurs blanches ont une texture mate, contrairement aux feuilles brillantes. Elles prennent progressivement une couleur jaune crème et leur surface est cireuse. Elles peuvent être assez grandes, jusqu'à 10 cm de diamètre, vaguement en forme d'entonnoir, et il existe des formes à fleurs doubles. Florissant en été et en automne, elles comptent parmi les fleurs les plus odorantes. Elles sont suivies de fruits petits et ovales.

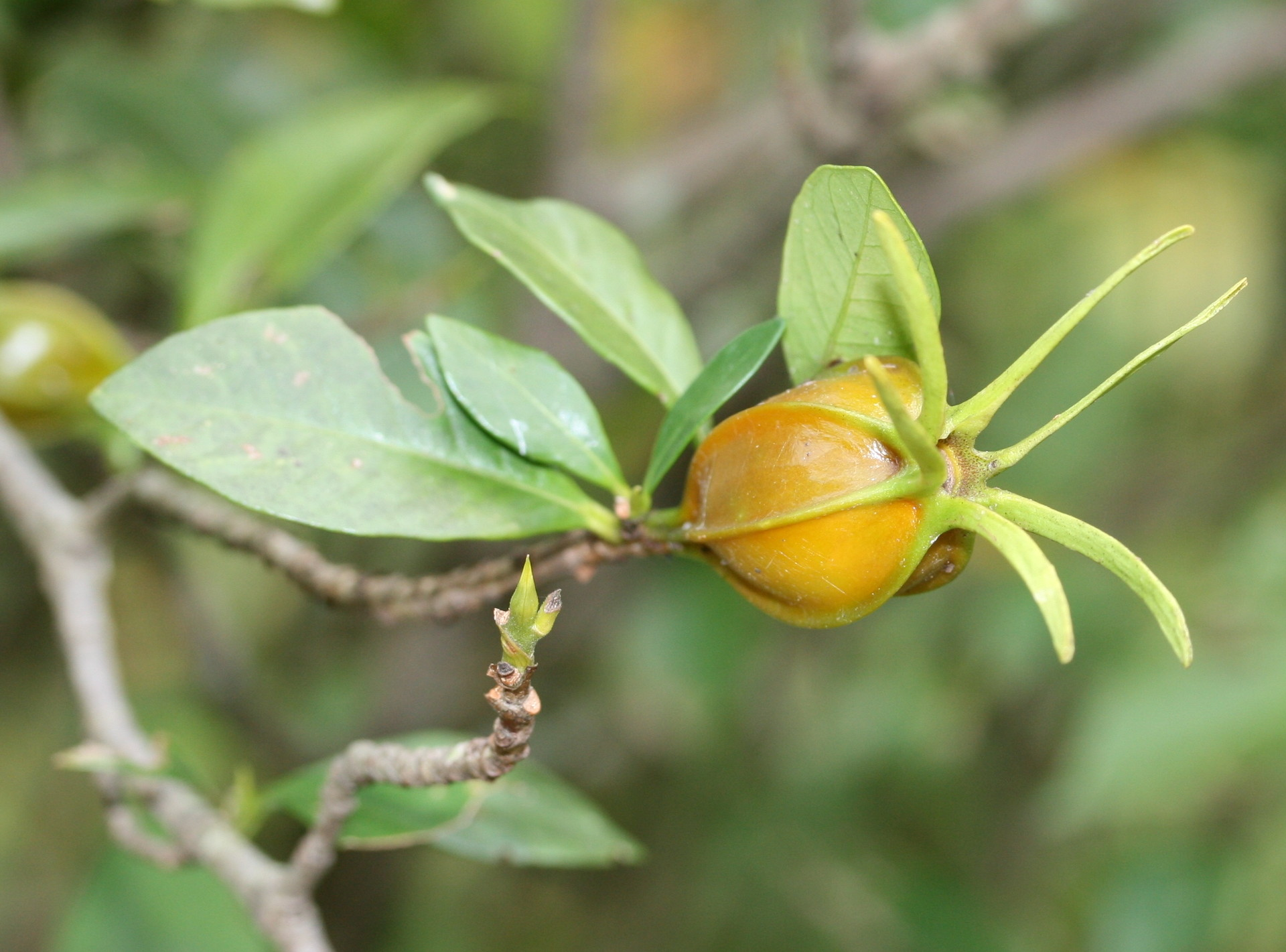
Jeune fruit de Gardenia jasminoides

## Taxonomie
Le botaniste germano-néerlandais Georg Rumphius avait vu Gardenia jasminoides sur l'île d'Amboina, notant dans son Herbarium Amboinense vers 1700 que c'était un « ornement délicieux » appelé « catsjopiri » ou « catsjopiring » en malais. Il a rapporté qu'il y avait été importé de Batavia (Jakarta),. Le taxonomiste suédois Carl Linnaeus a reconnu la valeur du travail de Rumphius et a chargé son élève Olaf Stickman de l'étudier. La thèse de Stickman a été imprimée en 1754. Il a ensuite décrit l'espèce comme Varneria augusta en 1759.
Le naturaliste anglais John Ellis a décrit Gardenia jasminoides en 1761, après avoir réalisé la dissection de la fleur, il a observé qu'il n'était pas étroitement lié au jasmin et justifiait un nouveau genre. Il avait initialement proposé « Warneria » en hommage au propriétaire d'origine de l'usine en Angleterre. Cependant, Warner a refusé de lui donner son nom et Ellis a donc choisi « Gardenia » pour honorer le naturaliste écossais Alexander Garden. Ellis avait également proposé « Augusta » comme nom générique, que Linné a rejeté. Il a gagné son épithète avec le mot jasmin lorsque le botaniste et artiste Georg Dionysius Ehret l'a représenté. Ehret se demanda s'il s'agissait d'un jasmin car les fleurs ressemblaient à cette plante. Le nom est resté et a survécu comme nom commun et épithète scientifique.
Linnaeus lui a donné le nom Gardenia florida en 1762 dans la deuxième édition de son Species Plantarum. Le botaniste américain Elmer D. Merrill a suivi Stickman avec Gardenia augusta en 1917 ; cependant, le travail original de Rumphius a ensuite été jugé insuffisant pour décrire l'espèce, ces noms sont donc nomina nuda.
Également basé sur les travaux de Rumphius, le naturaliste suédois Carl Peter Thunberg lui a donné le nom « Gardenia radicans » dans son ouvrage de 1780 sur ce genre intitulé « Dissertatio botanica de Gardenia ». Le pépiniériste londonien Conrad Loddiges a décrit une forme qu'il avait cultivée sous le nom de « Gardenia angustifolia » en 1821, la considérant comme distincte du fait de ses feuilles étroites.

## Répartition et habitat
Gardenia jasminoides est originaire de certaines régions de l'Asie du Sud-Est et d'Extrême orient, notamment du Bangladesh, du Cambodge, de la Chine, de l'Himalaya oriental, de Hainan, du Japon, du Laos, de Nansei-shoto, de Taiwan, de la Thaïlande et du Vietnam, où son habitat naturel est la forêt et les sous-bois le long des ruisseaux et sur des terrains en pente et vallonnés jusqu'à une altitude de 1 500 m. En Chine, l'espèce se trouve dans les provinces d'Anhui, Fujian, Guangdong, Guangxi, Guizhou, Hainan, Hebei, Hubei, Hunan, Jiangsu, Jiangxi, Shandong, Sichuan, Yunnan et Zhejiang.[citation nécessaire] L'espèce a été introduite dans d'autres zones dotées d'un climat et d'un habitat appropriés, notamment les Îles Carolines, les Comores, la Corée, les Marianes, les Îles Marshall, les Îles de la Société et les Îles Tubuai.

## Culture

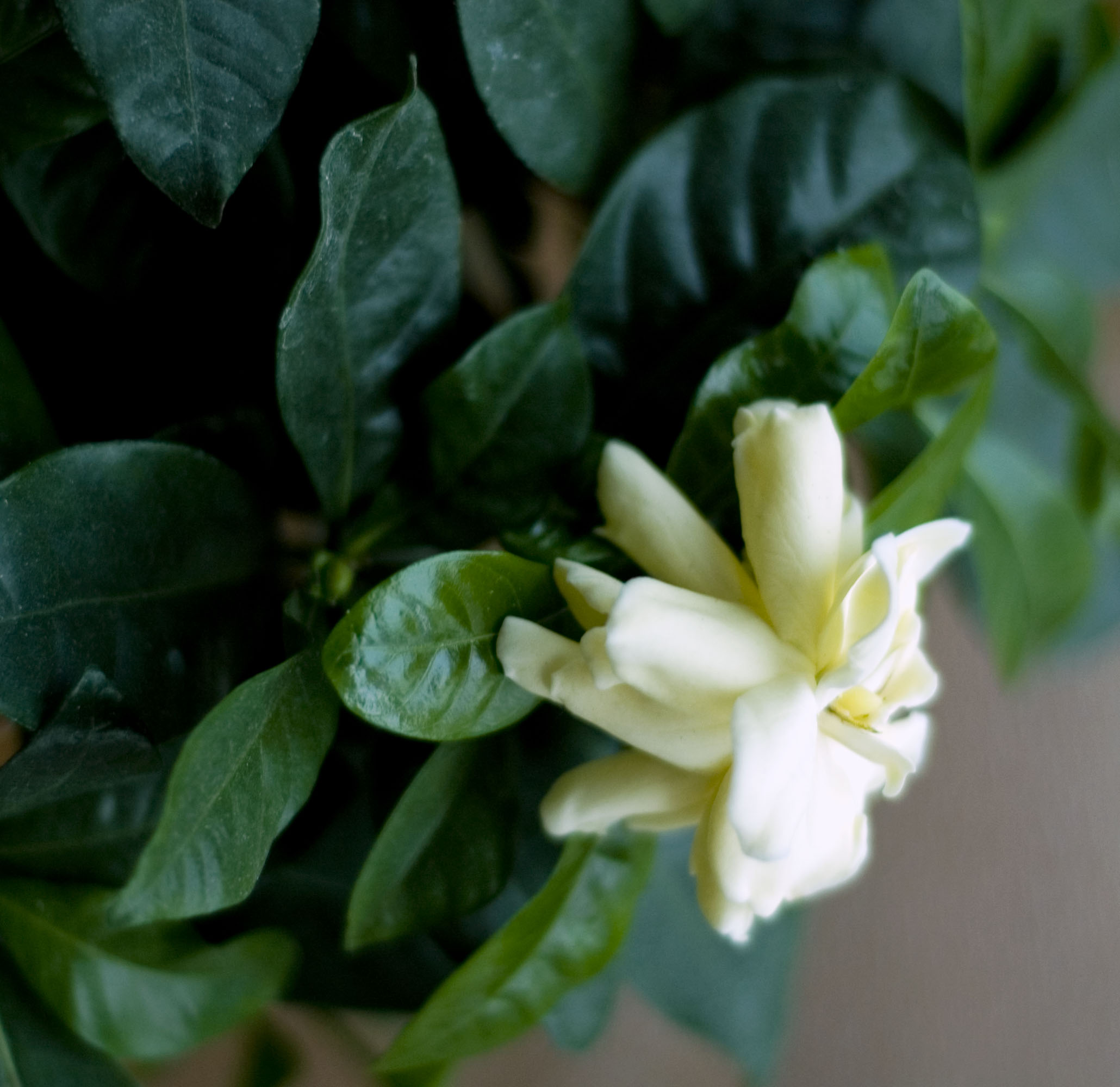
Une forme à fleurs doubles

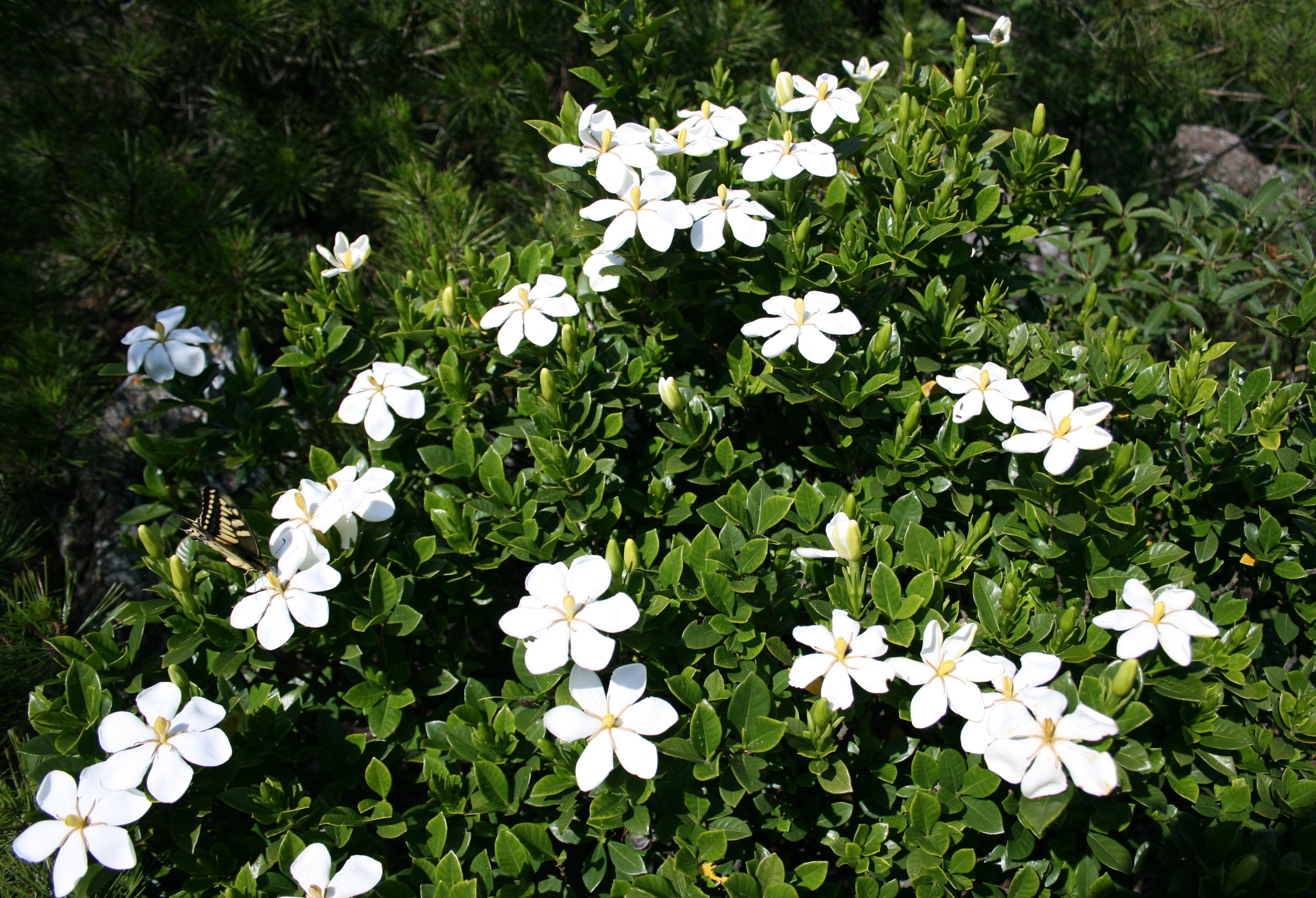
Une forme à un seul pétale

La description de Gardenia jasminoides cultivé en Chine remonte à la Dynastie Song (960-1279 apr. J.-C.), où des formes sauvages et à fleurs doubles ont été représentées dans des peintures, comme celles de l'Empereur Huizong, et l'artiste du Xe siècle Xu Xi. La Dynastie Yuan (1271-1368) l'a représenté sur des laques, et la Dynastie Ming sur de la porcelaine (1368-1644). Appelé « zhi-zi » en médecine traditionnelle chinoise, c'était un remède populaire contre la jaunisse, l'œdème et la fièvre. Homme d'État anglais, Sir John Barrow a vu des gardénias dans des pépinières de Guangzhou, Chine en 1794.
G. jasminoides est arrivé en Europe via la Colonie du Cap en Afrique australe, qui avait été fondée en 1652 comme étape entre les Pays-Bas et l'Asie. Là, Daniel Des Marets, surintendant des domaines hollandais de Guillaume III, a rassemblé du matériel qui s'est retrouvé dans l'herbier du naturaliste anglais Hans Sloane dans les années 1680. Le naturaliste suédois Daniel Solander a rapporté que l'espèce vivante a été introduite au Royaume-Uni depuis la colonie du Cap en 1744 sur le navire britannique des Indes orientales « Godolphin » par le capitaine William Hutchenson, qui l'a donnée au botaniste Richard Warner de Woodford Row, Essex,. La plante serait restée en fleur pendant une grande partie du voyage. Warner, cependant, fut incapable de le propager jusqu'à ce que le botaniste John Ellis recommande James Gordon, un jardinier du 
Mile End. Gordon a connu du succès en août 1757 et les plantes se sont bien vendues par la suite. Chaque plante cultivée en boutures rapportait cinq guinées. Le⁸s gardénias ont été cultivés pour la première fois en aux États-Unis en 1762, dans le jardin de Charleston.
Cultivée au Royaume-Uni, « Gardenia jasminoides » a remporté le Award of Garden Merit de la Royal Horticultural Society,. Très apprécié pour ses fleurs d'été parfumées et son feuillage attrayant, il est utilisé comme spécimen ou comme plante de haie ou de protection.
Largement utilisé comme plante de jardin dans les jardins tempérés chauds et subtropicaux, Gardenia jasminoides est rustique où la température extérieure est supérieure à 5 °C). Il nécessite un bon drainage et un emplacement dans un endroit ensoleillé ou partiellement ombragé. Il préfère un sol acide avec un pH compris entre 5,0 et 6,5. Sous les latitudes tempérées, les gardénias sont généralement cultivés comme plantes d'intérieur ou dans des serres. Si le sol n'est pas suffisamment acide, beaucoup de ses nutriments (notamment les composés du fer) ne sont pas disponibles pour la plante, car ils ne se diluent pas dans l'eau et ne peuvent donc être absorbés par les racines. Dans ce cas, les gardénias commencent à développer une chlorose avec pour principal symptôme un jaunissement des feuilles. Du Chélate de fer peut être ajouté au sol pour abaisser le pH, peut-être de manière récurrente si l'approvisionnement en eau est difficile.

### Cultivars
De nombreux cultivars ont été développés et les formes à fleurs doubles sont les plus populaires. « Gardenia  Radicans » est un couvre-sol  qui mesure 15 à 45 cm de haut et s'étend jusqu'à un mètre de large, tandis que Gardenia Fortuniana et Gardenia Mystery sont des cultivars à fleurs doubles. Le premier a été envoyé par le botaniste écossais Robert Fortune en 1844 à la Royal Horticultural Society à Londres. Ce dernier a un grand port dressé et est une variété populaire pour les haies. Il atteint 1,8 à 2,5 m de hauteur et de largeur. Contrairement à d'autres variétés, G.Golden Magic présente des fleurs qui virent au jaune d'or relativement tôt après avoir été blanc. Il atteint 1,5 m de haut et 1 m de large.

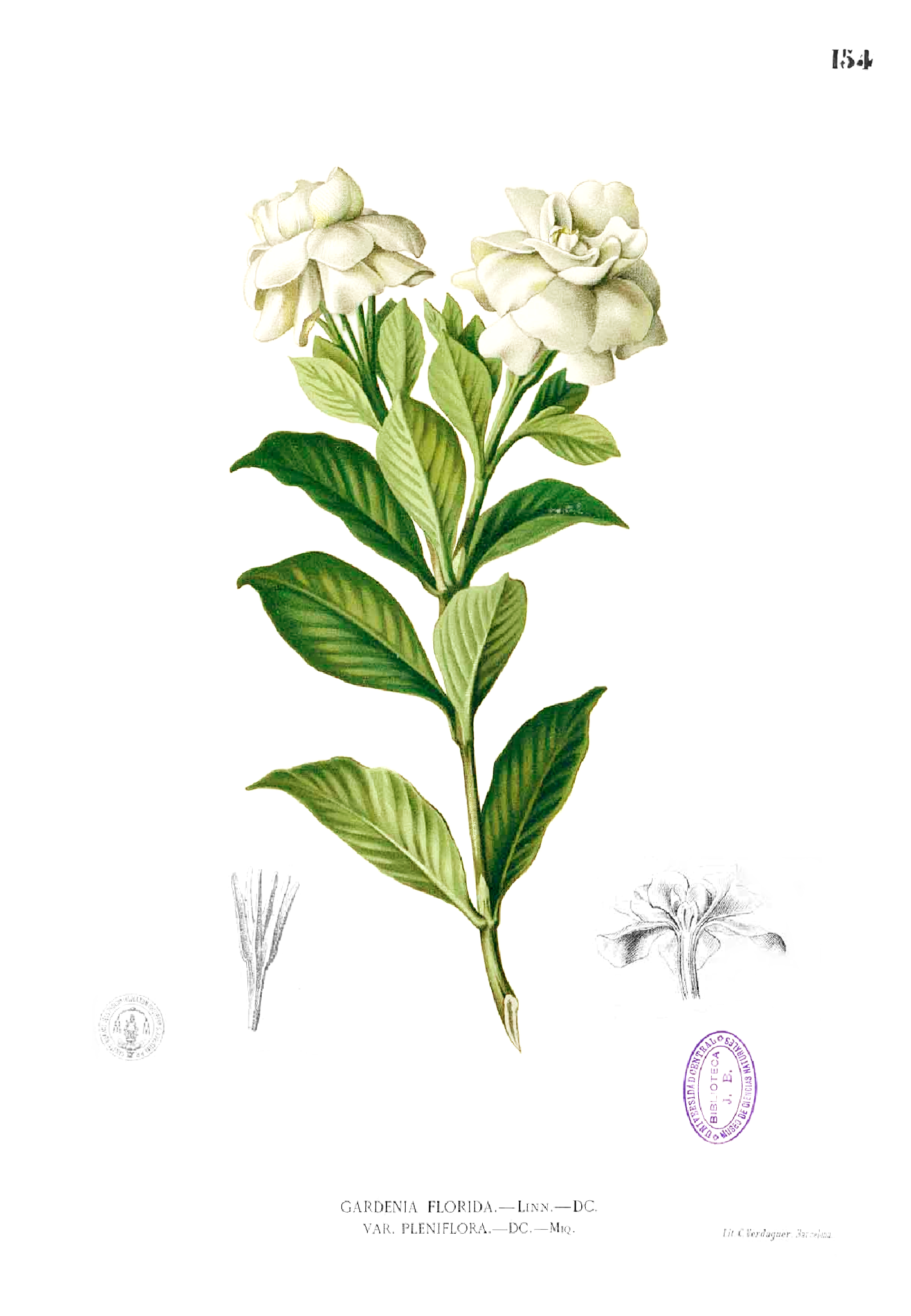
Dessin botanique des années 1880

Le cultivar « Gardenia Aimée » est précoce et fleurit au printemps. Les cultivars tels que « G. Shooting Star » et « G. Chuck Hayes » sont plus résistants au froid,. « G. Kleim's Hardy » est une forme naine atteignant 1 m de haut et de large avec des fleurs en forme d'étoile. « G. Crown Jewel » est un hybride de « G. Kleim's Hardy' »  croisé avec « G. Chuck Hayes » qui peut pousser dans des endroits abrités. Il atteint 1 m de haut en 1,5 m de large. « G. Summer Snow » est un cultivar qui atteint 1,5 m de haut avec des fleurs atteignant 11 cm de diamètre.

## Utilisations
Les fleurs de gardénia peuvent être consommées crues, marinées ou conservées dans du miel. [citation nécessaire] En Chine, les pétales sont utilisés dans le thé pour leur arôme, tandis qu'un colorant jaune-rouge,  extrait de la pulpe du fruit, est utilisé dans les textiles et les bonbons. Le fruit de Gardenia jasminoides est utilisé en médecine traditionnelle chinoise pour traiter certains états fiévreux. Il a des effets anti-inflammatoires et antipyrétiques.
Le Shishihakuhito est une recette médicinale chinoise principalement composée de fruits de Gardénia et utilisée pour traiter la dermatite atopique. Il inhibe la libération d'histamine médiée par les immunoglobulines.

### Chimie
En 2020, au moins 162 composés ont été identifiés dans Gardenia jasminoides. Les iridoïdes génipine et acide géniposidique peuvent être trouvés dans G. fruit de jasminoides.
La Crocétine, un composé chimique généralement obtenu à partir de Crocus sativus, peut également être obtenue à partir du fruit de Gardenia jasminoides. Les fruits complètement mûrs contiennent de la crocine à une concentration de 4,5 mg de dérivés totaux de crocétine par gramme (poids sec), et peuvent être utilisé comme colorant jaune pour colorer les vêtements et les aliments.

## Importance culturelle

### Bouddhisme
Les fleurs de gardénia sont couramment utilisées comme offrandes florales dans les temples bouddhistes en Asie tropicale.

### Shogi japonais et Go

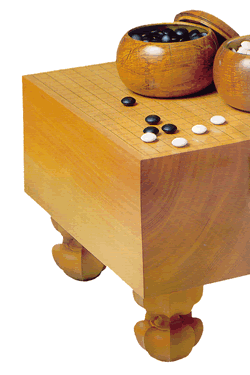
Tableau japonais Go montrant des pattes en forme de fruits de gardénia.

Les pieds des planches Shogi et Go de style assis du Japon sont traditionnellement sculptés à l'image de fruits de gardénia. En langue japonaise, « gardénia » (kuchinashi, くちなし) est un homophone de « pas de bouche » (kuchinashi, 口無し). Cela symbolise que ni les joueurs ni les spectateurs ne sont autorisés à parler pendant un match.

### Culture Meitei
Faisant référence au roi Meitei Khagemba et au Royaume de Manipur, la beauté et la grâce de « Lei Kabok », le Gardenia jasminoides  est décrit par le roi Meitei Charairongba, , dans son œuvre littéraire « Leiron » (qui est un compte rendu de la description de 100 fleurs et d'espèces d'orchidées endémiques et exotiques dans Kangleipak) comme suit :
« C'est une fleur qui reste toujours fraîche, car non mangée par les vers, et qui est recherchée affectueusement dans les quatre coins du Royaume de Manipur, dans huit directions, voire dans tous les quartiers. Elle se distingue par sa belle forme, sa tige tendre et sa couleur blanche pure. C'est une fleur autrefois cultivée par le roi Khagemba qui préférait l'emporter avec lui dans sa grande demeure. C'est une fleur qui convient aussi bien aux garçons qu'aux filles comme cadeau d'amour. Une telle fleur succulente s’est épanouie dans une gamme infinie de blanc et c'est pour toujours la saison de cette fleur ».